# 447 Valentine
A 447 Valentine (ideiglenes jelöléssel 1899 ES) a Naprendszer kisbolygóövében található aszteroida. Maximilian Franz Joseph Cornelius Wolf és Friedrich Karl Arnold Schwassmann fedezte fel 1899. október 27-én.